# Листопад (сериал)
Вижте пояснителната страница за други значения на Листопад.
„Листопад“ (на турски: Yaprak Dökümü) е турски драматичен телевизионен сериал. Сценарият е по мотиви от едноименния роман от 1930 г. на турския белетрист и драматург Решат Нури (1889 – 1956), известен на българските читатели с романа си „Чучулигата“.
Листопад е най-награждаваният сериал в Турция. 

## Излъчване
| Сезон | Сезон | Епизоди в Турция | Епизоди в България | Начало на сезона  | Край на сезона   | Всички епизоди в Турция | Всички епизоди в България | ТВ сезон    | ТВ канал |
| ----- | ----- | ---------------- | ------------------ | ----------------- | ---------------- | ----------------------- | ------------------------- | ----------- | -------- |
|       | 1     | 38               | 68                 | 13 септември 2006 | 20 юни 2007      | 1 – 38                  | 1 – 68                    | 2006 – 2007 | Kanal D  |
|       | 2     | 42               | 75                 | 5 септември 2007  | 25 юни 2008      | 39 – 80                 | 69 – 143                  | 2007 – 2008 | Kanal D  |
|       | 3     | 38               | 74                 | 3 септември 2008  | 17 юни 2009      | 81 – 118                | 143 – 216                 | 2008 – 2009 | Kanal D  |
|       | 4     | 41               | 84                 | 2 септември 2009  | 16 юни 2010      | 119 – 159               | 216 – 299                 | 2009 – 2010 | Kanal D  |
|       | 5     | 15               | 30                 | 15 септември 2010 | 29 декември 2010 | 160 – 174               | 300 - 329                 | 2010        | Kanal D  |

## Сюжет

### Сезон 1
„Семейството е едно дърво, готови ли сте за есента?“ и „Един баща ще остави най-ценното нещо на семейството си – неопетнено име“.
Неджля е приета в университет в Истанбул и трябва да учи там, семейство Текин се местят в стария си дом там. Неджля се запознава с Оуз.  Шевкет, единственият син в семейството, се жени за Ферхунде и я приема в семейството си. Лейля забременява от Оуз и се омъжва за него по дълг, но губи бебето. Същевременно и Джейда забременява от Оуз и се разделя със съпруга си, Яман. Неджля се сгодява за Джем, но се опитва да избяга с Оуз. Шевкет ги спира на летището. Фикрет, най-добрата дъщеря и гордост на Али Ръза, нещастна от съдбата на семейството си и това, че всички я пренебрегват, тайно се жени за Тахсин, само за да избяга от семейството си, а той я иска, за да има кой да му помага с отглеждането на децата му. Сезонът свършва със заминаването на Фикрет за Адапазаръ при Тахсин и разкаянието на баща ѝ, задето не я е послушал.

### Сезон 2
„Тази есен ще бъде много тежка“.
Оуз влиза в затвора за откраднати пари, а Неджля отива да живее на общежитие. Лейля изпада в криза, при което семейство Текин я пращат да се лекува. Джейда ражда сина на Оуз и ходи да го вижда в затвора. В общежитията на Неджля се оказва, че има проститутки и хващат Неджля заедно с тях, без тя да е виновна. Неджля се връща в бащиния си дом, а Лейля вече се подобрява, но отношенията между двете сестри са много остри. Шевкет започва да играе хазарт и да краде пари от банката, в която работи, за да направи жена си щастлива и впоследствие го хващат и пращат в затвора. Същевременно Ферхунде разбира, че е бременна от него, но прави аборт и започва да му изневерява. Бракът на Фикрет и Тахсин става щастлив. Неджля претърпява инцидент, докато е в банята и Лейля, виждайки колко е безпомощна сестра ѝ, ѝ спасява живота и ѝ прощава.
И така двете сестри си прощават взаимно.

### Сезон 3
„Тази есен ще бъде последната“.
Ферхунде си тръгва от семейство Текин. Тя отказва да даде развод на Шевкет, който все още е в затвора. Неджля и Джем се женят. По-късно си купуват собствена къща. Ферхунде се сгодява за Левент Тунджел, но бившата му приятелка решава да си отмъсти и поръчва да сплашат Ферхунде. Ферхунде е напдната и обвиняват Шевкет за това, а по-късно оттегля обвинението и освобождават Шевкет. Лейля се сближава с Назми, приятел на Джем. Те планират да се оженят. Но Ферхунде разказва на Назми за миналото на Лейля и семейството ѝ и те се разделят. Оуз говори със свой познат да назначи Лейля на работа и той я назначава. А когато Оуз разбира, че семейство Текин продават къщата си предлага на Митхат да я купи. Митхат купува къщата. Семейство Текин временно остават да живеят там. Лейля и Оуз започват да се виждат отново. Нехир се омъжва за Ахмед. А Ферхунде се омъжва за Митхат. Прибирайки се от тържеството на Айше, семейство Текин заварват Ферхунде в къщата.

### Сезон 4
„Сезонът на листопада е тук“ и „Когато всичко изглежда, сякаш вече е свършило, се ражда надеждата“.
Ферхунде гони семейство Текин от къщата. Първоначално те отиват в къщата на Неджля и Джем, но Али Ръза намира малък апартамент и го наема. Шевкет и Седеф се сближават. Лейля напуска Оуз. Али Ръза я приема в дома си отново. Неджля се дипломира. Шевкет купува пръстен за Седеф, но я вижда с друг и си тръгва. Джем умира. Лейля отново започва да се вижда с Оуз. Фикрет ражда момче. Седеф заминава за Италия. А Лейля разбира, че е бременна и се връща при Оуз. Шефкет подмамва Ферхунде – казва и, че е обичал само една жена в живота си. Шевкет и Ферхунде се виждат, като Шевкет има за цел да отвори очите на Митхат относно Ферхунде. Митхат ги хваща и се разделя с нея. Ферхунде подпалва строежа на Шевкет, за да му отмъсти. Тя не знае, че Али Ръза е вътре и той пострадва в пожара. Ферхунде влиза за кратко в затвора. Неджля се омъжва за Али Серпер и отваря книжарница за Али Ръза. Седеф и Емир се сгодяват и се връщат в Истанбул. Тахсин изневерява на Фикрет и ѝ признава. Фикрет се опитва да му прости, но не успява и се премества в Истанбул. Оуз убива Сейфи по погрешка при спречкване. Когато полицията идва, Шевкет се предава вместо Оуз. Али Ръза решава да опита да събере децата си и отива в къщата на Лейля. Там го вижда Ферхунде и започва да му обяснява, че Шефкет не е убил Сейфи, без да знае, че Али Ръза не знае нищо. Али Ръза пада на земята, вероятно мъртъв...

### Сезон 5
„Краят на пътя дойде“
Али Ръза оцелява след сърдечен удар, но не може да говори,нито да ходи и остава парализиран на инвалидна количка. Семейство Текин живеят в старата си къща. Осъждат Шефкет на 24 години затвор. След процеса Лейля и Оуз се скарват и Али Ръза разбира, че не Шевкет, а Оуз е убил Сейфи. Али Ръза се опитва да каже на семейството си – първо на Айше, а след това и на Фикрет. Фикрет среща друг мъж, а Хайрие започва да се дразни от Али Ръза. Ферхунде му предлага помощта си, за да помогне на Шевкет и Али Ръза приема. По-късно, Али Ръза се връща обратно вкъщи, а същевременно Лейля решава да предаде Оуз на полицията, с неговото съгласие и признание. Лейля ражда дъщеря си Аху. Шевкет излиза от затвора, а Оуз същевременно решава да напусне Лейля, заради опасността. Не се предава на полицията, оставя на Лейля пари и точно преди да избяга, полицията го намира и го залавя. Седеф се връща обратно в Турция с годеника си и Шевкет приема факта, че тя вече е омъжена. Във финалните сцени на сериала семейство Текин оставят Али Ръза на болногледачката за малко и излизат. Той отива при розите в градината си, взема една и в съзнанието му изплува мечта или сън – цялото му семейство се събира около едно дърво (използвано в интрото на сериала) и всички се сбогуват с него. Когато останалите от семейство Текин се връщат, намират Али Ръза мъртъв с роза в ръката. Последните сцени представляват бърз епилог – Ферхунде е в празната къща на семейство Текин. Тя намира стара снимка на цялото семейство и избухва в плач. След това зрителят вижда Фикрет и Седеф със съпрузите си, Неджля, Лейля, Айше, Шевкет, Хайрие, Тахсин с децата и Джеврие на гарата, чакащи за влак. Те се сбогуват и се разбира, че Хайрие заминава с Айше, Шевкет и Лейля обратно в стария си дом в Трабзон. Фикрет и Неджля остават в Истанбул. Във влака Хайрие си спомня пътуването си към Истанбул (от 1 епизод) и когато тя се разстройва, Али Ръза я успокоява, че всичко ще е наред, „пък и той още не е умрял“. Тя се разплаква, а зад влака, насред голямо поле, виждаме дървото от интрото на сериала – като знак, че листопадът за семейство Текин е дошъл. Първият път, с пристигането си в Истанбул, дървото е било зелено и тепърва разцъфтяващо, а сега, в последните кадри, то е самотно и без нито едно листо на изсъхналата поляна.

## Актьорски състав
- Халил Ергюн – Али Ръза Текин
- Гювен Хокна – Хайрие Текин
- Бенну Йълдъръмлар – Фикрет Текин
- Дениз Чакър – Ферхунде Гювен
- Фахрие Евджен Йозчивит – Неджля Текин
- Толга Карел – Оуз Айхан
- Джанер Куртаран – Шевкет Текин (сезони 1 – 3)
- Хасан Кючукчетин – Шевкет Текин (сезони 3 – 5)
- Гьокче Бахадър – Лейля Текин
- Седа Демир – Седеф
- Шебнем Чичели – Айше
- Ахмед Сарачоолу – Тахсин Башсой
- Гюлер Йоктен – Джеврие
- Башак Сайан – Джейда
- Ерен Балкан – Гюлшен
- Мустафа Ашкиран – Митхат Кара
- Бедиа Енер – Нехир
- Неслихан Атагюл Доулу – Дениз
- Нихат Алпту Алтънкая – Левент Тунджел

## Продукция
Листопад е продукция на Ay Yapım. Сериалът започва излъчване на 13 септември 2006 г., жънейки огромен успех с най-високите рейтинги в Турция от години насам, като има по-висок рейтинг от някои футболни мачове и новинарски емисии. По време на третия сезон е обявено, че той е последен, но поради успеха на сериала е продуциран и още един сезон, след който интересът все още е висок. Продуцентите обсъждат идеята да направят кратък сезон за развръзка на историята.
По време на третия сезон актьорът Джанер Куртаран е заменен от Хасан Кючукчетин в ролята на Шевкет. Според непотвърдени слухове причината е употреба на наркотици от Куртаран.

## В България
В България започва излъчване на 23 ноември 2009 г. по bTV и завършва на 9 януари 2012 г. Ролите се озвучават от Антония Драгова, Ирина Маринова, Йорданка Илова, Христо Узунов и Станислав Димитров.
На 14 май 2012 започва повторно излъчване по Диема Фемили. Дублажът е записан наново. Озвучаващите артисти са същите като само Драгова и Маринова са заменени с Даниела Йорданова и Яница Митева.

## Награди
| Година | Награда за                                                                              |
| ------ | --------------------------------------------------------------------------------------- |
| 2007   | Най-добър сериал [необходимо е уточнение]                                               |
| 2007   | Най-добър семеен сериал [необходимо е уточнение]                                        |
| 2007   | Сериал на годината [необходимо е уточнение]                                             |
| 2007   | Най-добър режисьор – Месуде Ерарслан [необходимо е уточнение]                           |
| 2008   | Най-добра женска роля – Бенну Йълдъръмлар (Фикрет) [необходимо е уточнение]             |
| 2008   | Най-добра мъжка роля – Халил Ергюн (Али Ръза) [необходимо е уточнение]                  |
| 2008   | Най-добър сериал [необходимо е уточнение]                                               |
| 2008   | Най-добра главна мъжка роля – Халил Ергюн (Али Ръза) [необходимо е уточнение]           |
| 2008   | „Листопад“ [ неясно? ]                                                                  |
| 2008   | Сериал на годината [необходимо е уточнение]                                             |
| 2008   | Най-добър сериал [необходимо е уточнение]                                               |
| 2008   | Най-добра водеща мъжка роля – Халил Ергюн (Али Ръза) [необходимо е уточнение]           |
| 2008   | Най-добра музика – Тойгар Ъшъклъ [необходимо е уточнение]                               |
| 2008   | Най-добра женска роля на годината – Бенну Йълдъръмлар (Фикрет) [необходимо е уточнение] |
| 2008   | Най-добра роля в сериал – Бенну Йълдъръмлар (Фикрет) [необходимо е уточнение]           |
| 2008   | Най-добра женска главна роля – Бенну Йълдъръмлар (Фикрет) [необходимо е уточнение]      |
| 2008   | Сериал на годината [необходимо е уточнение]                                             |
| 2008   | Най-добър сериал на годината [необходимо е уточнение]                                   |
| 2009   | Най-добра мъжка роля – Халил Ергюн (Али Ръза) [необходимо е уточнение]                  |
| 2009   | Най-добър сериал на годината [необходимо е уточнение]                                   |
| 2010   | Най-добра актриса в драма – Дениз Чакър (Ферхунде) [необходимо е уточнение]             |